# Акопов, Валерий Фёдорович
Валерий Фёдорович Акопов (11 октября 1939, Киев — сентябрь 2020, Бровары, Киевская область) — украинский художник-пейзажист, писатель, поэт и переводчик, эссеист.

## Биография
Валерий Фёдорович Акопов родился в Киеве 11 октября 1939 года. В 1956 г. закончил киевскую среднюю школу № 11. В старших классах мечтал стать геологом-разведчиком, и, получив аттестат, поехал в Днепропетровск поступать в Горный институт. В киевских вузах соответствующего факультета не было. Однако врачебная комиссия обнаружила у него порок сердца, и путь в геологию был закрыт навсегда.
Мечта рухнула. Вернувшись в Киев, он два года не знал, чем ему заполнить жизнь. Он запоем читал, и, как многие, писал неуклюжие юношеские стишки, но ему и в голову не приходило заняться литературой. Он, сколько себя помнил, любил рисовать, но был уверен, что художника из него не выйдет.
Судьбу его решила случайная встреча в январе 1958 г. с киевской художниницей Татьяной Ивановной Сипко. Она разглядела в нём зачатки дарования, и предложила обучать его азам искусства, притом совершенно бесплатно.
С 1958 по 1960 г. включительно он брал у неё уроки рисования и живописи. Они сдружились.
С 1959 по 1961, поняв, необходимость системы, он учился в художественной студии для взрослых у живописца Вайсбурга Ефима Ефимовича. Поступать в художественный институт его решительно не тянуло.
С 1961 года Валерий Акопов работает самостоятельно.
В 1965 году молодой художник становится членом молодёжной секции при Союзе художников Украины.
1965 год. Участие в первой профессиональной выставке «Молодые художники Киева».
1966 год. Участие в первой для него республиканской выставке, т. н. «Осенней». С тех пор он выставлялся регулярно. А с начала 80-х прекратил участвовать в общих выставках, год за годом устраивая персональные.
Первая персональная выставка — январь 1974 г. (в холле Союза художников). Всего персональных выставок в Киеве было тридцать. Последняя, тридцатая, под названием «Счастье пейзажиста», состоялась в апреле 2011 г. в музее литературы Украины.
Член Союза художников Украины с 1986 года.
Тридцать три года, с 1966 по 1999, у Валерия Акопова в мастерской действовали по средам журфиксы. Через его «среды» прошло великое множество самого разнообразного народу.

## Творчество

### Живопись
Валерий Акопов — убеждённый и последовательный реалист, хотя в 60-е начинал с авангарда, который к концу 60-х переосмыслил и отверг. Первые несколько лет он работал маслом, всегда предпочитая сравнительно небольшие размеры. С 1972 по 1986 год, отложив на время любимую живопись, он рисовал тушью и пером стремительно исчезавший старый Киев, осознав неизбежность этого исчезания и внутреннюю для себя необходимость сохранить дух и облик любимого города хотя бы на бумаге.
Результат упорной, никем не оплачиваемой работы — девяносто станковых рисунков, в которых художественность подхода и присущие ему законченность и картинность исполнения органично сочетаются с достоверностью исторического документа. Мастер не продал ни одного оригинала, несмотря на многочисленные просьбы. Все они при нём. Его не покидает надежда основать с помощью городских властей музей старокиевского пейзажа в столице.
После 1986 года, исчерпав для себя старокиевскую тему, художник вернулся к живописи, на этот раз акварельной, столь же картинной и законченной, несмотря на малые размеры, как и все его работы. Он никуда не ездит — не любит этого. Киевские острова и склоны, парки и околицы, а также близкие пригороды — неисчерпаемый для него источник сюжетов.

## Список изданных книг
1. «Сантиментальные прогулки по старому Киеву» (1978-79гг.), Киев, изд. «Социон», 1990 г. Переиздание: Киев, изд. ДИА, 2009 г.
2. «Характеры», сборник рассказов (1976-89гг.). Киев, изд. ДИА, 2009 г.
3. «Дневник», с 1979 по 81гг., Киев, изд. ДИА, 2009 г.
4. «Первый, который приходит последним», беллетризированная автобиография (1981-92 гг.). Киев, изд. ДИА, 2008 г.
5. «Четыре времени года», книга трёхстиший (1987-88 гг.). Киев, изд. ДИА, 2006 г.
6. «Голубиная книга», лирика (1993-94 гг.). Киев, изд. ДИА, 2008 г.
7. «Читая», книга о приключениях ума, воображения и чувства на страницах других книг (1994-95 гг.). Киев, изд. ДИА, 2006 г.
8. «Внезапные песни», лирика (1996 г), Киев, изд. ДИА, 2008 г.
9. «Возвращение к человеку», сборник философских эссе (1995-99 гг.). Киев, изд. «Сфера», 2001 г. Переиздание, с добавлением двух статей, Киев, изд. ДИА, 2009 г.
10. «Рыжая книга», иронические стихотворения (1997—2003 гг.). Киев, изд. ДИА, 2007 г.
11. «Остановиться и понять», сборник философских и культурологических статей (1979—2005 гг.). Киев, изд. ДИА, 2007 г.
12. «Наедине», рефлексии (2009 г.). Киев, изд. ДИА, 2009 г.
13. «Мысли», избранные (2009 г.). Киев, изд. ДИА, 2009 г.
14. «Напоследок», книга размышлений (2010 г). Киев, изд. ДИА, 2010 г.
15. «Листопад», лирика (2010 г.). Киев, изд. ДИА, 2011 г.

Выборки из «Сантиментальных прогулок по старому Киеву» напечатал московский журнал «Литературное обозрение» в 1984 году.
Главы из «Первого, который приходит последним» печатались в 90-х в ряде номеров киевского литературного журнала «Ренессанс».
Выборки из книги трёхстиший печатались в московском альманахе «Тёплый стан» (1991 г.), в киевском журнале «Радуга» (начало 90-х), в мюнхенском журнале «Крещатик» (2000 г. и в антологии «И реквиема медь…» (избранные тексты журнала «Крещатик» за десять лет). Санкт-Петербург, Алетея, 2007 г.
Отдельные эссе публиковались в разное время в киевских газетах «День», «2000» и «Зеркало недели».

## Признание и награды
Лауреат 1993 г. ежегодной международной выставки в Лос-Анджелесе «Малибу Арт Шоу».
В 2008 году отмечен медалью и грамотой «Суспільне визнання» («Общественное признание») за весомый вклад в историю и культуру Украины. Диплом 2010 года: награждается участник международной программы «Мистецький олімп» («Художественный олимп») Валерий Акопов, признанный мастер современной украинской живописи.
О В. Ф. Акопове написано много газетных и журнальных статей, снято более 20 телесюжетов, а в 1992 г. Киевская студия хроникально-документальных фильмов сделала о нём фильм под названием «Я путник».